# Trifolium baccarinii
Trifolium baccarinii är en ärtväxtart som beskrevs av Emilio Chiovenda. Trifolium baccarinii ingår i släktet klövrar, och familjen ärtväxter. Inga underarter finns listade i Catalogue of Life.